# Championnat du Maroc de football de deuxième division 2004-2005
Le Championnat du Maroc de football D2 2004-05 est remporté par le Moghreb de Tétouan.